# 塞尼 (意大利)

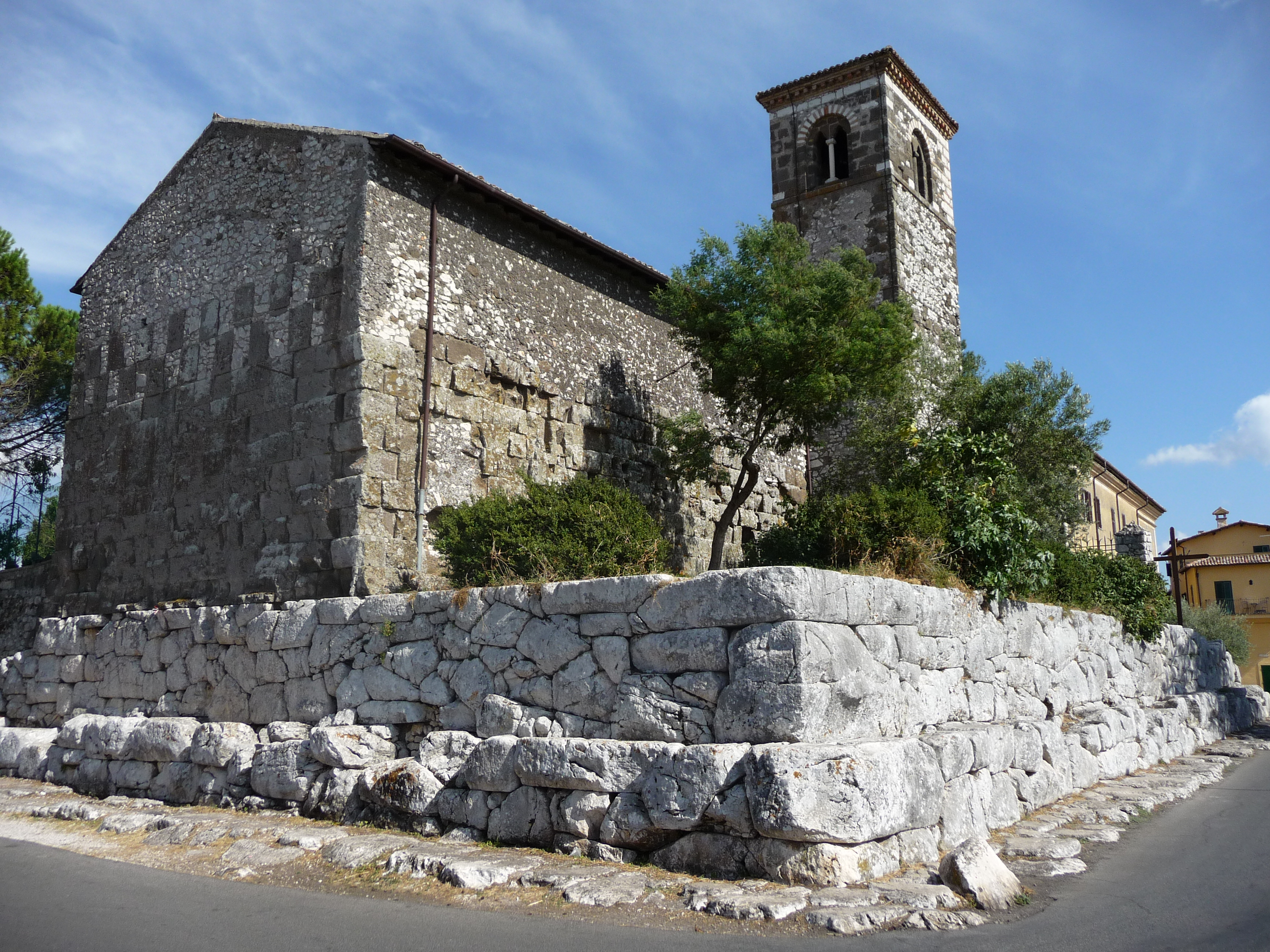
古圣殿地基

塞尼（義大利語：Segni）是意大利拉齐奥大区羅馬首都廣域市的市镇。市镇面积为60.86平方公里，2018年人口数量为9,192人。